# Metropolitana di Nižnij Novgorod
La metropolitana di Nižnij Novgorod (in russo Нижегородский метрополитен?, Nižegorodskij metropoliten), fino al 1990 nota come metropolitana di Gor'kij, è una rete di trasporto pubblico di tipo metropolitana che serve la città di Nižnij Novgorod (Russia). Inaugurato nel 1985, è costituito da 15 stazioni, 2 linee e lunga 21.6 chilometri. Ha il maggior numero di stazioni dopo la metropolitana di Mosca e San Pietroburgo.

## Storia
Nižnij Novgorod (noto nel periodo sovietico come Gor'kij) è una grande città nel mezzo di Volga. A metà degli anni '70 la popolazione del luogo ha superato un milione, soddisfacendo così le esigenze sovietiche per sviluppare un sistema di transito rapido. La costruzione è iniziata il 17 dicembre 1977 e la rete è stata aperta al pubblico il 20 novembre 1985 diventando il terzo sistema in Russia e il decimo nell'ex Unione Sovietica.
Nel settembre 1978, dalla stazione Leninskaja iniziò la perforazione di tunnel. Per lungo tempo è stato necessario sviluppare la documentazione progettuale, la demolizione di case, il trasporto stradale e il tram, e nel 1979 i pilastri sono stati portati alla fondazione della stazione Moskovskaja. Nel giugno 1980, è stato proposto alle tre linee della metropolitana di Gor'kij.
13 luglio 1984, durante la costruzione della stazione Moskovskaja, le mura crollarono. Due lavoratori della brigata studentesca, che hanno contribuito alla costruzione della metropolitana, sono morti. C'è una leggenda associata a questo evento, come se i fantasmi degli studenti morti continuano a camminare attraverso gallerie e stazioni della metropolitana.

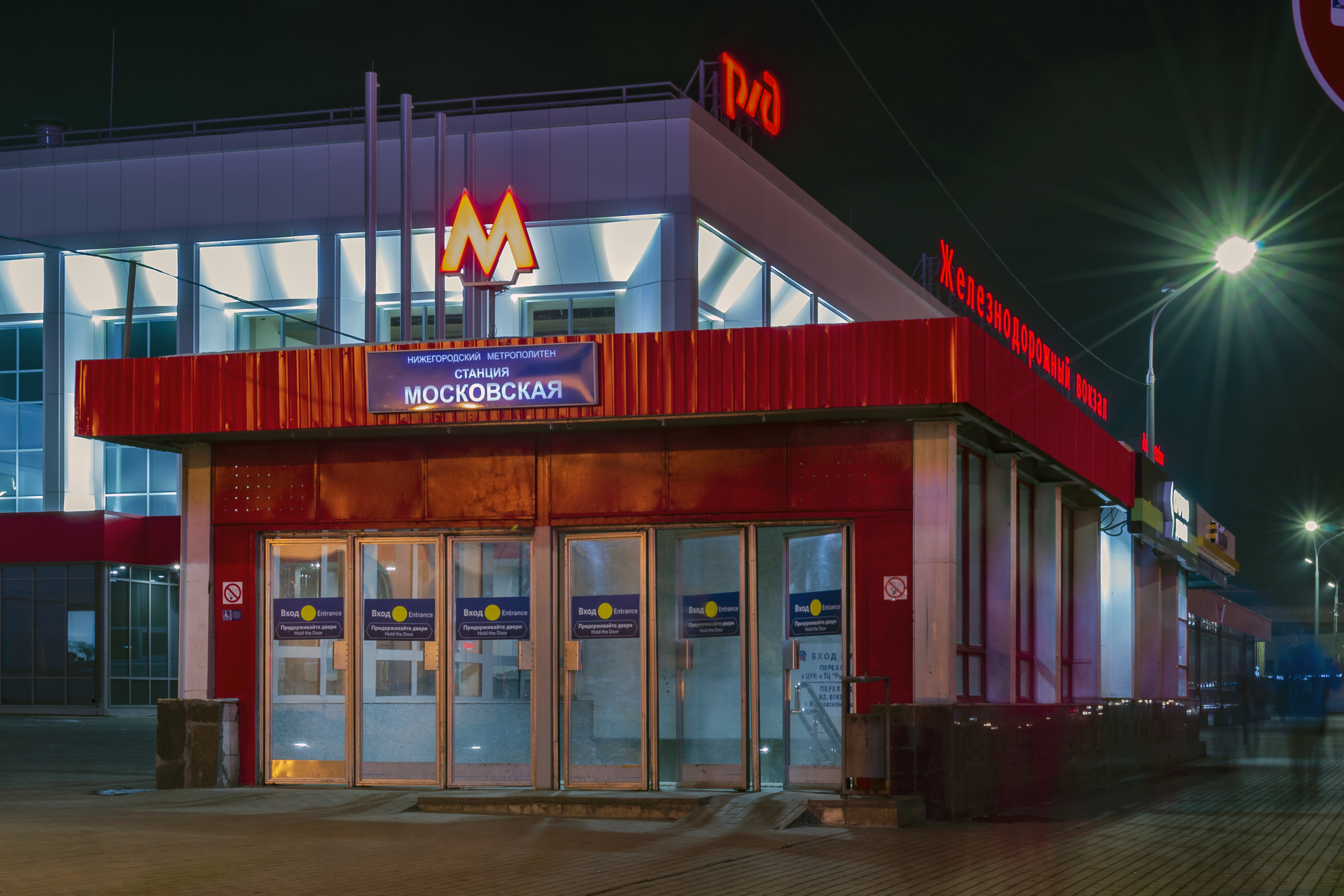
Stanzione Moskovskaja e stazione ferroviaria

20 novembre 1985 è stata inaugurata la metropolitana di Gor'kij. Il complesso di lancio della prima sezione comprendeva una linea lunga 7,8 km con sei stazioni: Moskovskaja, Čkalovskaja, Leninskaja, Zarečnaja, Dvigatel' Revoljucii e Proletarskaja; Deposito e costruzione di ingegneria. Nel 1987 sono state aperte altre due stazioni: Avtozavodskaja e Komsomol'skaja dalla stazione Proletarskaja e nel 1989 - Kirovskaja e Park Kul'tury.
Nell'ottobre 1990 la metropolitana di Gor'kij è stata rinominata nel Nižnij Novgorod. Il 20 dicembre 1993, due nuove stazioni della metropolitana di Nizhny Novgorod sono state aperte - Kanavinskaya e "Burnakovskaya" sulla seconda Linea 2 di Sormovskaya. Il 20 dicembre 1993, due nuove stazioni della metropolitana di Nizhny Novgorod sono state aperte - Kanavinskaja e Burnakovskaja sulla seconda linea Sormovskaja. Il 9 settembre 2002 è stata aperta la 13ª stazione Burevestnik della Linea 2.
22 settembre 2012 per la prima volta metropolitana di Nižnij Novgorod è stato completamente chiuso. Ciò è dovuto al lavoro di commutazione del potere al nuovo sistema di controllo della stazione in costruzione. Il 4 novembre 2012 è stata aperta la stazione Gor'kovskaja della Linea 1 nella Città Superiore.
Il 12 giugno 2018 è stata aperta la stazione Strelka della Linea 2, e il 13 giugno, con l'inizio dell'operazione a pieno titolo, entrambe le linee sono state infine divise in due indipendenti. Il 1 marzo 2022 è iniziata la costruzione di due stazioni nella Città Alta sulla Linea 1: Ploščad' Svobody e Sennaja.

### Posizione della città
A differenza di altri metropolitani sovietici, Nižnij Novgorod non presenta il layout triangolare tradizionale di tre linee, sei raggi che si intersecano sotto il centro della città. Questo è dovuto al layout insolito della città. Il centro della città si trova sulla riva destra del fiume Volga e alla confluenza del fiume Oka. Nel XX secolo la città si sviluppò in modo policentrico. Il centro storico, compreso il Cremlino di Nižnij Novgorod, porta gran parte delle funzioni amministrative, culturali ed educative e si trova sull'alta riva destra collinare dell'Oka, mentre la bassa banca sinistra piatta ospita le maggiori industrie della città e alcuni grandi quartieri residenziali raggruppati tre centri di Kanavino (dove si trovano la stazione ferroviaria centrale e i maggiori centri di trasporto urbano), Sormovo (con la più grande industria come impianto di Krasnoje Sormovo) e Avtozavod (fabbrica di automobili GAZ).

## Caratteristiche
Ci sono 15 stazioni nella metropolitana di Nižnij Novgorod. Di queste, 14 stazioni della metropolitana sono superficiali e 1 stazione di terra. C'è anche una stazione fantasma Jarmarka, la cui costruzione è stata abbandonata a favore della stazione Strelka.
Le stazioni si trovano su due linee con una singola stazione di scambio - Moskovskaja con uno scambio di piattaforme. Dopo la costruzione della Linea 3 (Nagornaja), compariranno altre due stazioni di trasferimento - Opernyj teatr e Ol'gino.
Sulla Linea 1, il traffico destro è organizzato, sulla Linea 2 - traffico sinistro. Questo metodo di movimento è dovuto alla ramificazione dei binari della stazione Moskovskaja, a causa della mancanza di un tunnel a tutta lunghezza della linea Sormovskaja.

## Linee e stazioni in costruzione
| Linea | Colore | da ↔ a                                                     | Aperta | Lunghezza | Stazioni | Durata viaggio |
| ----- | ------ | ---------------------------------------------------------- | ------ | --------- | -------- | -------------- |
| 1     | Rosso  | Park Kul'tury (Парк культуры) ↔ Gor'kovskaja (Горьковская) | 1985   | 15.1 km   | 11       | 23 min         |
| 2     | Blu    | Burevestnik (Буревестник) ↔ Strelka (Стрелка)              | 1993   | 7.1 km    | 5        | 10 min         |

### Linea 1

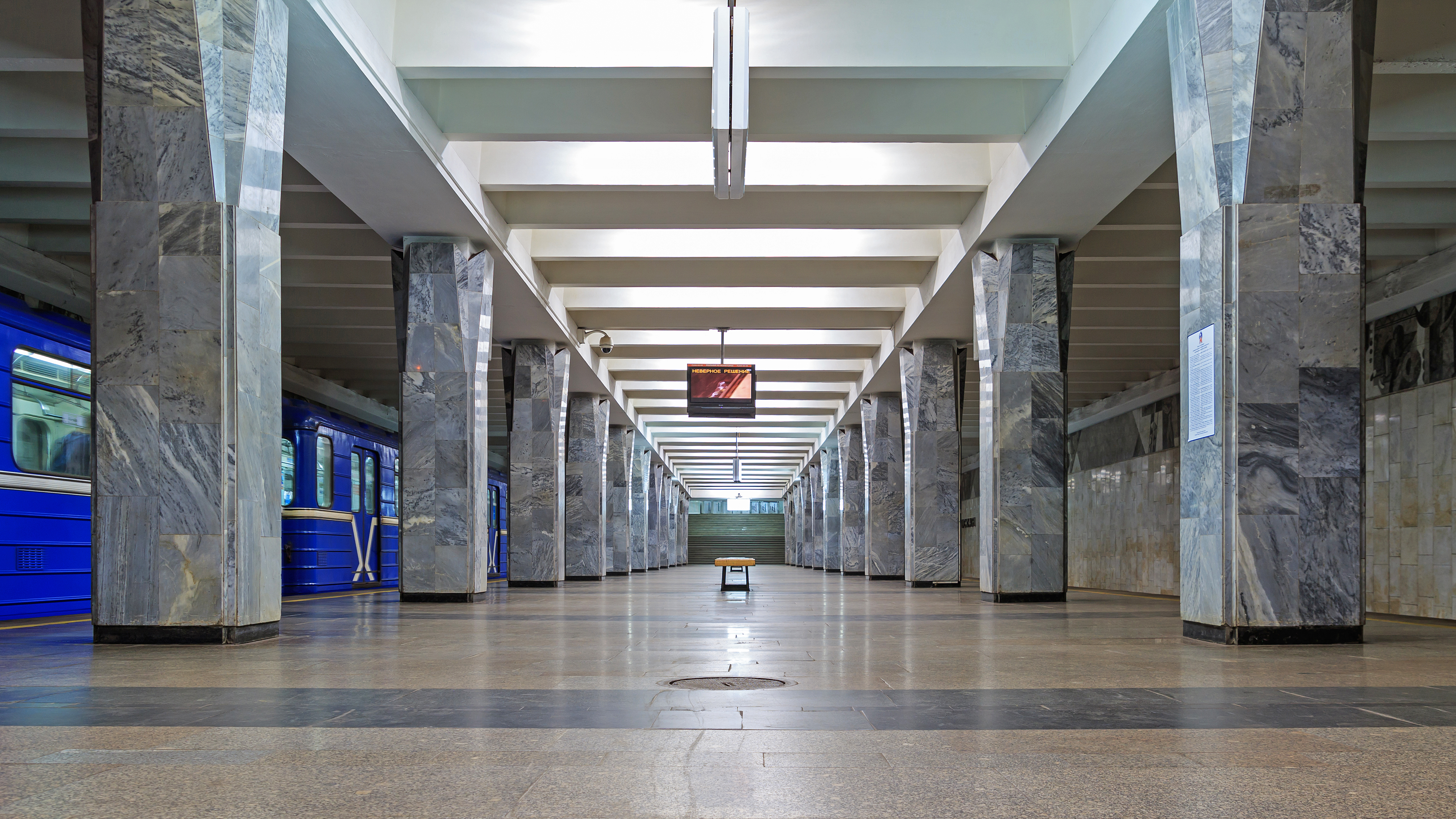
Stazione Avtozavodskaja

È anche chiamato Avtozavodskaja. Questa linea che corre tra le stazioni di Park Kul'tury e Gor'kovskaja è stata inaugurata nel 1985. Ha una stazione di scambio Moskovskaja sulla Linea 2. Connette le città inferiori e quelle superiori attraverso un ponte di metropolitana. Nel 2019 inizierà la progettazione di due nuove stazioni nella città alta, l'Opernyj Teatr e Sennaja.
La linea è stata progettata nel 1980. In tempi sovietici, questa linea chiamata Avtozavodsko-Meščerskaja. La linea doveva durare fino al microdistretto residenziale vicino al lago di Meščera.

### Linea 2

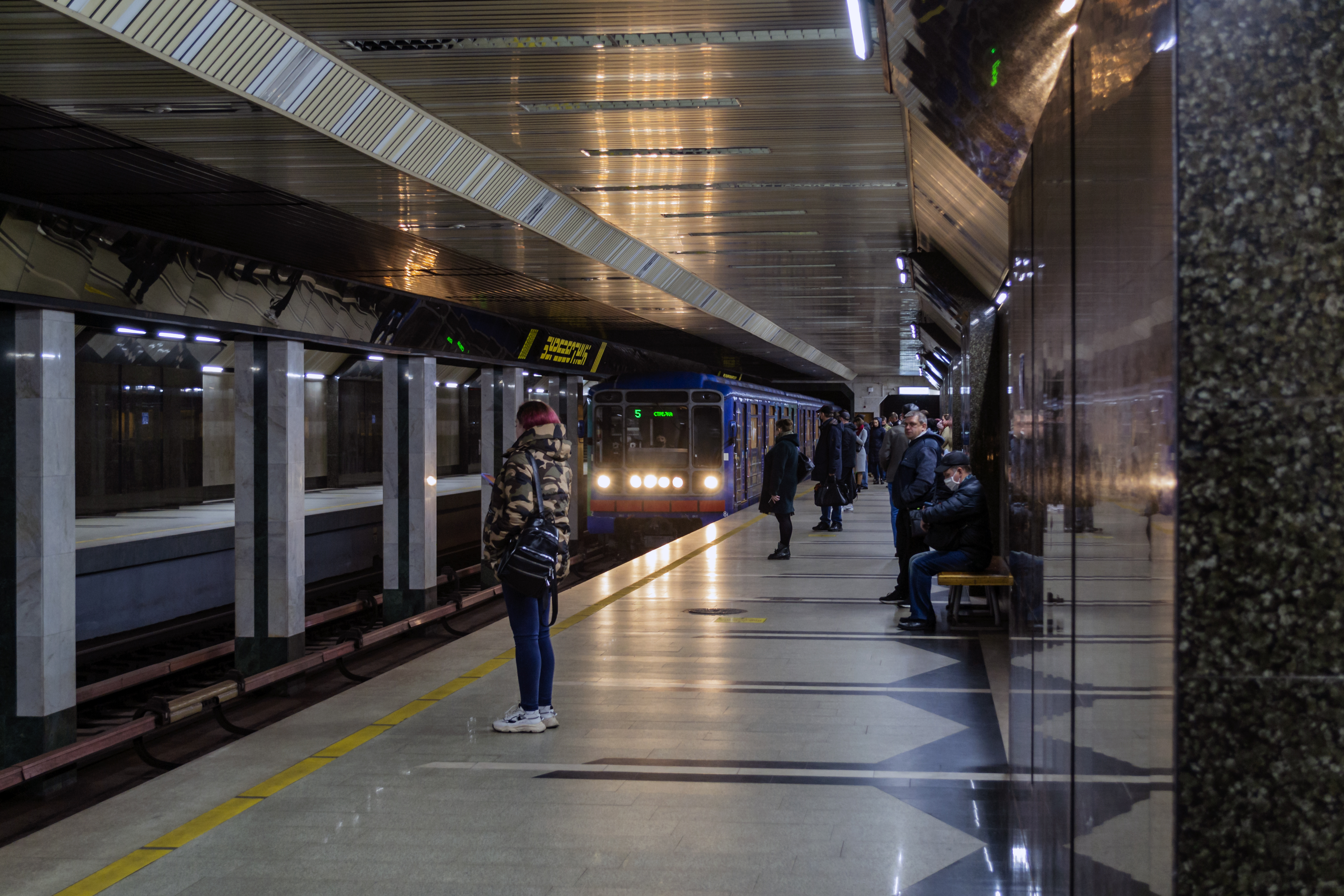
Stazione Burevestnik

È anche chiamato Sormovskaja o Sormovsko-Meščerskaja. Questa linea che corre tra le stazioni di Burevestnik e Strelka è stata aperta nel 1993. La costruzione della linea è stata più volte arrestata a causa della crisi in Russia. Per la Campionato mondiale di calcio 2018, una nuova stazione Strelka è stato costruito sulla linea, che situato vicino allo stadio. Dopo la Campionato mondiale, si prevede di estendere la linea fino alla stazione Volga in Meščera e la stazione Varja in Sormovo. Si prevede inoltre di completare la stazione fantasma Jarmarka.
Nel gennaio 1981, la linea aveva il nome del progetto - Sormovsko-Nagornaja. Doveva collegare l'industriale Città Bassa e la storica Città Alta.